# Quake Champions
Quake Champions – wieloosobowa strzelanka pierwszoosobowa stworzona przez id Software i wydana przez Bethesda Softworks. Jest to piąta odsłona strzelanek z serii Quake, zapowiedziana w sierpniu 2016 roku na konferencji QuakeCon, wydana w formie wczesnego dostępu w sierpniu 2017 roku oraz w pełnej wersji w sierpniu 2022 roku.
Gra początkowo kosztowała 30 dolarów, jednak w 2018 roku opłata została zniesiona – początkowo w ramach akcji promocyjnej, później na stałe.
Quake Champions jest dostępny wyłącznie na komputery. Natywna wersja gry jest przeznaczona dla systemu Microsoft Windows, jednak dzięki funkcji Steam Play można ją uruchomić także na innych systemach operacyjnych, takich jak macOS czy Linux.

## Odbiór
Według Łukasza Gołąbiowskiego z serwisu Gamezilla, Bethesda ma „talent do wskrzeszania starych, strzelankowych marek”, dodając, że Quake Champions „ma szansę zawstydzić wiele współczesnych tytułów”. W serwisie gry-online.pl czytelnicy przyznali tej grze ocenę 9,3 w 10-stopniowej skali.
Gra, choć spotkała się z ciepłym przyjęciem przez graczy, według serwisu IGN „nie była w stanie przyciągnąć ich na dłużej”. Została też wyróżniona w plebiscytach Gamers' Choice Awards oraz Titanium Awards.